# Veselin Vujović
Veselin Vujović (in montenegrino Веселин Вујовић; Cettigne, 18 gennaio 1961) è un ex pallamanista e allenatore di pallamano montenegrino, fino al 1992 jugoslavo, commissario tecnico della Nazionale di pallamano maschile del Qatar.

## Palmarès

### Olimpiadi
- 2 medaglie:
  - 1 oro (Los Angeles 1984)
  - 1 bronzo (Seul 1988)

### Mondiali
- 2 medaglie:
  - 1 oro (Svizzera 1986)
  - 1 argento (Germania Ovest 1982)

### Europei
- 1 medaglia:
  - 1 bronzo (Spagna 1996)

### Giochi del Mediterraneo
- 1 medaglia:
  - 1 oro (Casablanca 1983)